# Eric Ahouandjinou
Eric Ahouandjinou, né le 25 mai 1982, est un coureur cycliste béninois.

## Biographie
Eric Ahouandjinou se révèle au niveau national en 2003, en remportant le Tour du Bénin. L'année suivante, il échoue malgré deux succès d'étape à conserver son titre sur le Tour du Bénin, qu'il termine à la troisième place, au terme d'une compétition dominée par son coéquipier Inoussa Saka, quintuple vainqueur de l'épreuve.
En décembre 2017, il est sacré champion du Bénin sur route.

## Palmarès
- 2003
  - Tour du Bénin
- 2004
  - 1re et 5eb étapes du Tour du Bénin
- 2017
  -  Champion du Bénin sur route